# Magnesi trisilicat
Magnesi trisilicat là một hợp chất vô cơ được sử dụng như một phụ gia thực phẩm. Nó thường được sử dụng bởi các chuỗi cửa hàng đồ ăn nhanh để hấp thụ axit béo và loại bỏ tạp chất hình thành trong khi chiên đồ ăn qua dầu. Nó có khả năng trung hòa axit tốt, nhưng phản ứng xảy ra quá chậm để khiến chất này trở thành một chất kháng axit tốt.

## Ảnh hưởng tới sức khỏe
Vào ngày 12 tháng 3 năm 2007, cơ quan chức năng ngành y tế ở Trung Quốc đã tịch thu và tạm dừng việc sử dụng magnesi trisilicat tại chuỗi cửa hàng KFC ở tỉnh Thiểm Tây vì nghi ngờ nó có thể là một chất gây ung thư. Bộ Y tế Trung Quốc ngay sau đó đã tiến hành kiểm tra tại sáu cửa hàng của KFC. Kết quả cho thấy các hóa chất trong quá trình nấu ăn tại nhà hàng KFC không gây hại. Bộ Y tế Trung Quốc trả lời rằng thử nghiệm cho thấy rằng sử dụng sản phẩm để lọc dầu ăn, không có tác động rõ ràng về sức khỏe.